# .info
.info is een van de generieke topleveldomeinnamen (gTLD) die gebruikt worden in het Internet Domain Name System (DNS). De naam is bedoeld voor websites die informatieverstrekking als voornaamste functie hebben. De niet gesponsorde domeinnaam wordt beheerd door Afilias Limited, die ook het .aero domein onder haar hoede heeft.
Bij de introductie van het DNS in 1985 was voorzien in zeven gTLD's, .com, .edu, .gov, .int, .mil, .net en .org. In 2001 en 2002 volgde een grote uitbreiding met zeven nieuwe namen, na een zorgvuldige selectie uit 180 voorgestelde namen, behalve .info ook .biz, .coop, .pro, .aero, .mobi en .name. De uitbreiding was bedoeld om de druk op het .com domein te verminderen. Het vernieuwde systeem ging live op 11 mei 2001. Van recenter datum zijn .cat, .jobs en .travel.
.info is de succesvolste van de nieuwe namen gebleken, met de registratie van meer dan drie miljoen namen in medio 2006. De aanvraag is ook niet aan voorwaarden verbonden zoals het geval is bij veel andere namen, bijvoorbeeld .edu. Volgens waarnemers hebben de aanbieders van websites de boodschap wel begrepen en is het domein nog niet sterk vervuild met commerciële bladvulling, maar veel bedrijven laten hun .info naam eenvoudig doorverwijzen naar de oude en vertrouwde .com omgeving.
In 2003 werd .info het eerste topdomein dat ondersteuning biedt aan internationale leestekens volgens het Internationalizing Domain Names in Applications (IDNA) systeem, gebaseerd op de standaard van de IETF. Het is sindsdien mogelijk om domeinnamen met accenten en trema's te schrijven, bijvoorbeeld belvédère.info, maar de techniek wordt nog niet alom ondersteund.
Het woordje "info" heeft de betekenis van "informatie" in ongeveer 37 talen wereldwijd.